# Rio Borvizu (Bicaz)
O Rio Borvizu é um rio da Romênia afluente do Rio Jidanul, localizado no distrito de Neamţ.